# Elhanan
Elhanan (en hebreo:אלחנן ʾĒl-Hānān, en acadio ilu-hananlu "Ēl es misericordioso") es el nombre de dos personajes bíblicos narrados en el Segundo libro de Samuel y el Primer libro de las Crónicas, de los cuales su autonomía el uno del otro es discutida. Según 2 de Samuel fue Elhanan quien mató a Goliat, cuya lanza tenía el asta tan grande como el rodillo de un telar.

## Elhanan, hijo de Dodo
Elhanan era hijo de Dodo de Belén, y uno de los treinta Valientes de David del segundo orden. Se le menciona en 2 de Samuel como el guerrero que mató s Goliat. Los autores del Tárgum de Jonathan, en la Edad Media, solucionaron este problema interpretando el nombre como el alternativo al de David; sin embargo, este reemplazamiento causa que los versículos que lo rodean pierdan su sentido, al llamar a David de una manera distinta en uno solo.

## Elhanan, hijo de Jair
Aparece en el 2 Sam 21:19, en el que se le acredita el haber matado a Goliat en éste. Aunque aquí se contradiga con la conocida idea de que fue David quien lo mató, el Primer libro de las Crónicas explica en 1 Cr 20:5 que «mató a Lahmi, hermano de Goliat, el de Gat», posiblemente formulando el nombre de Lahmi cogiendo la terminación de beit-ha’lahmi, 'de Belén'. La teoría más aceptada es la de que fue realmente a David al que se le atribuyó la hazaña de matar a Goliat, y no a Eljanán.